# Spilococcus geoffreyi
Spilococcus geoffreyi är en insektsart som beskrevs av Jennifer M. Cox 1987. Spilococcus geoffreyi ingår i släktet Spilococcus och familjen ullsköldlöss. Inga underarter finns listade i Catalogue of Life.